# Коркиш, Джейми Линн
Джейми Линн Коркиш (англ. Jamie Lynn Corkish, выступала под фамилиями Бейерли англ. Beyerle и Грей англ. Gray род. 26 мая 1984) — бывший американский стрелок, специализировавшаяся в стрельбе из винтовки. Олимпийская чемпионка 2012 года.

## Карьера
Спортивную карьеру Коркиш начала в 1999 году. В 2002 году на первенстве мира в Лахти стала вице-чемпионкой среди юниоров в стрельбе из мелкокалиберной винтовки из трёх положений. Эта медаль стала единственной для американки на чемпионатах мира. В соревнованиях среди взрослых её лучшим местом стало пятое место в стрельбе из трёх положений на чемпионате мира 2010 года в Мюнхене.
В 2008 году дебютировала на Олимпийских играх, где выступала в двух видах программы под фамилией Бейерли. В стрельбе из трёх положений она заняла пятое место, а в упражнении с пневматической винтовкой остановилась в шаге от медали, став четвёртой.
В Лондоне американка выступала под фамилией Грей и выиграла золото в стрельбе из трёх положений. В стрельбе из пневматической винтовки она стала пятой.
В 2015 году Джейми Линн Коркиш завершила карьеру из-за травмы спины и перешла на тренерскую работу.